# Bretagne (Schiff, 1916)
Die Bretagne war ein Schlachtschiff und Typschiff der gleichnamigen Klasse der französischen Marine, das von 1916 bis 1940 in Dienst stand.

## Geschichte

### Bau
Die spätere Bretagne wurde am 22. Juni 1912 beim Marinearsenal in Brest auf Kiel gelegt. Der Stapellauf erfolgte am 21. April 1913 und die Indienststellung am 10. Februar 1916.

### Einsatzgeschichte
Die Bretagne wurde in beiden Weltkriegen im Mittelmeer eingesetzt. 1940 nach dem Waffenstillstand von Compiègne befand sich das Schiff in Mers-el-Kébir.
Wegen der britischen Befürchtungen, dass die dort liegende französische Flotte unter deutsche Befehlsgewalt geraten könnte, wurde die Operation Catapult unternommen. Teil der Gesamtoperation war die Zerstörung der im Hafen von Mers-el-Kébir liegenden Schiffe, falls diese sich nicht der Royal Navy anschließen würden. Nach Ablauf eines entsprechenden Ultimatums eröffneten die vor dem Hafen liegenden britischen Schiffe das Feuer. Während des Beschusses erhielt die Bretagne unter anderem vier Treffer von 38,1-cm-Granaten, die Explosionen an Bord auslösten und zum Kentern und Sinken des Schiffes führten. 977 französische Seeleute kamen beim Untergang ums Leben oder erlitten durch brennende Öllachen tödliche Verletzungen.
Das Wrack der Bretagne wurde 1952 gehoben und verschrottet.